# Trapezita
Trapezita (em grego: τραπεζιτες; romaniz.: trapezites) foi um termo empregado na Grécia Antiga e Império Bizantino para designar um banqueiro. No Império Romano Tardio o termo foi empregado como sinônimo de argiroprata, ou seja, agiota. Inicialmente administradores de bancos (trapeza), pelos séculos III-IV os trapezitas foram comumente designados como "demigods" (demosioi) ou "políticos trapezistas" (politikoi trapezitai), provavelmente para distingui-los dos cambistas privados, que comumente oficiaram para as famílias proprietárias. Nos séculos V-VI tais epítetos parecem ter desaparecido, embora ainda seja possível encontrar referências ao lamprótato trapezita (lamprotatos trapezites). Nos séculos V-VIII, o termo colectário (kollectarios) também foi amplamente usado para referir-se aos banqueiros.
De acordo com o Livro do Eparca do século X, por este tempo os trapezitas, agora distintos dos argiropratas, formavam uma guilda que tinha como funções trocar dinheiro, avaliar moedas de liga pobre e denunciar os saculários (sakoullarioi; "portadores de sacos"), provavelmente portadores de moedas não autorizados que operavam nos mercados e ruas. Não há nenhuma evidências que os trapezitas deste período atuassem como agiotas e é possível que tivessem como função algumas tarefas imperiais, embora não haja qualquer menção no Livro do Eparca. O termo trapezita continuou a ser usado nos séculos posteriores, porém um termo concorrente, catalácta (katallactes), passou a ser empregado em fontes posteriores ao século X, e no próprio Livro do Eparca. Devido ao tamanho reduzido das lojas de cambistas do período, alguns mosteiros criaram seus próprios bancos (referidos à época como katallaktika trapezia/trapezotopia), o que indica que as instituições eclesiásticas evitaram proibir o negócio cambial. Sabe-se pelas fontes que no século XIV o mosteiro de Lavra possuía 20 bancos e que em 1400 um certo Samamintes alugou dois bancos do Mosteiro de Hodegetria, em Tessalônica, para fazê-los lojas de perfume.